# Бембнув (Свентокшиське воєводство)
Бембнув (пол. Bębnów) — село в Польщі, у гміні Ґоварчув Конецького повіту Свентокшиського воєводства.
Населення — 471 особа (2011).
У 1975-1998 роках село належало до Радомського воєводства.

## Демографія
Демографічна структура на день 31 березня 2011 року:
|          | Загалом | Допрацездатний вік | Працездатний вік | Постпрацездатний вік |
| -------- | ------- | ------------------ | ---------------- | -------------------- |
| Чоловіки | 231     | 38                 | 175              | 18                   |
| Жінки    | 240     | 48                 | 138              | 54                   |
| Разом    | 471     | 86                 | 313              | 72                   |